# Newtown (Lilburn)
Newtown – przysiółek w Anglii, w hrabstwie Northumberland. W 1951 roku civil parish liczyła 36 mieszkańców.